# Archidiocèse de Brindisi-Ostuni
L' archidiocèse de Brindisi-Ostuni (en latin : Diœcesis Brundusina-Ostunensis ; en italien : Arcidiocesi di Brindisi-Ostuni) est un archidiocèse de l'Église catholique en Italie, suffragant de l'archidiocèse de Lecce et appartenant à la région ecclésiastique des Pouilles.

## Territoire
Le diocèse est situé dans une partie de la province de Brindes (l'autre partie est dans les diocèses de Conversano-Monopoli et d'Oria) dans la province de Lecce (les autres parties de cette province sont partagées par les archidiocèses de Lecce et d'Otrante et les diocèses d'Ugento-Santa Maria di Leuca et de Nardò-Gallipoli) et dans une partie de la ville métropolitaine de Bari (uniquement la municipalité de Locorotondo).
Il possède un territoire de 1 254 km2 divisé en 60 paroisses regroupées en 6 archidiaconés. Le siège épiscopal est à Brindisi avec la cathédrale saint Jean-Baptiste ; la cocathédrale d'Ostuni, qui a le rang de basilique mineure, garde le souvenir de l'ancien diocèse.

## Histoire
L'archidiocèse de Brindisi-Ostuni est le résultat de la fusion de l'archidiocèse de Brindisi et du diocèse d'Ostuni par le décret Instantibus votis de la congrégation pour les évêques du 30 septembre 1986, date à laquelle l'archidiocèse prend son nom actuel.

### Archidiocèse de Brindisi
Brindisi, premier port pour les navires en provenance de l'orient, prend connaissance du christianisme probablement dès le début de l'ère chrétienne. Selon la tradition, le premier évêque est saint Leuce (it) inscrit dans le martyrologe hiéronymien mais dont les sources hagiographiques sont toutefois incohérentes, avec de nombreux éléments anachroniques, ce qui rend difficile de placer le saint dans une période historique bien définie. Traditionnellement, on attribue au siège de Brindisi, Marco, métropolitain qui participe au premier concile de Nicée de 325 et qui signe les actes comme métropolitain Calabriensis ou Salento.
Le premier évêque historiquement connu de Brindisi est Giuliano, mentionné dans une lettre du pape Gélase Ier (492-496) qui annonce au clergé et aux habitants de la ville l’arrivée du nouvel évêque, consacré à Rome par le pape, tout en donnant des instructions d'ordre disciplinaire et ecclésiastique. À l'époque de Grégoire Ier (590-604), le siège de Brindisi est vacant et confié à Pierre, évêque d'Otrante, au moins de 595 à 601 ; saint Leuce et ses reliques sont nommées dans l'une des lettres adressées à Pierre, ce qui indique qu'à l'époque, le culte du saint est déjà répandu et enraciné dans le pays de Brindisi.
De nombreux évêques signalés par les chronologies traditionnelles sont cités dans les vies de saint Leuce et de saint Pelin. On ignore si ces évêques ont réellement existé car ils ne sont notés que dans la vie des deux saints. En 674, la ville de Brindisi est détruite par les Lombards, qui font d'Oria leur pierre angulaire. Dans ce contexte, les évêques de Brindisi transfèrent leur siège dans la nouvelle ville. Le premier évêque de Brindisi à Oria est Magelpoto, nom d’origine lombard, dont l’inscription dédicatoire, datée du VIIIe siècle, est retrouvée en 1942. Parmi les évêques de cette période, le plus connu est Théodose dont l'épiscopat dure environ trente ans, de 865 à 895, on lui doit la reconstruction de la basilique de San Leucio à Brindisi (détruite en 1720).
À partir de la fin du IXe siècle, les Byzantins occupent les territoires d'Oria et de Brindisi. Le diocèse reste substantiellement de rite latin pendant au moins un siècle, et il est vraisemblable qu’à l’époque de Nicéphore II Phocas, les églises de Brindisi et d’Oritan sont de rite byzantin. En 979, l'évêque Andrea est tué par le protospathaire Porfirio ; cela détermine peut-être le retrait des évêques d'Oria, car son successeur, Gregorio, est nommé episcopus Ecclesie Brundisine et Monopolitane seu Stunense civitatis, c'est-à-dire évêque de Brindisi et Monopoli.
C'est à l'époque byzantine que le siège est élevé au rang d'archidiocèse métropolitain. Le premier archevêque dont on possède des sources historiques, est le successeur de Gregorio, Giovanni. Dans un décret de 1033, soit la trente-septième année de son épiscopat, Giovanni confirme Leo comme évêque du diocèse de Monopoli, ce qui prouve la faculté accordée à Giovanni d'élire des évêques suffragants. En plus de Monopoli, il est probable que le diocèse d’Ostuni, dont le premier évêque est documenté en 1059, faisait partie de la province ecclésiastique de Brindisi.
À partir de la seconde moitié du XIe siècle, le territoire est conquis par les Normands qui procèdent à la reconstruction de la ville de Brindisi et obtiennent du pape la translation de la chaire épiscopale d’Oria à son emplacement d’origine. Godino est le premier archevêque à rétablir le siège à Brindisi sur les ordres du pape Urbain II avec une bulle datée du 3 avril 1089 ; la basilique de san Leucio devient la cathédrale provisoire de l'archidiocèse, mais déjà en 1089, le même pontife Urbain II est présent à Brindisi pour poser la première pierre de la nouvelle cathédrale qui sera achevée en 1143. Le même pape occupe le siège de Monopoli qui est immédiatement soumit au Saint-Siège (1091).
Avec le retour des archevêques à Brindisi, les habitants de la ville d’Oria n’acceptent pas ces changements et commencent à se disputer le siège épiscopal et à déterminer lequel des deux a la prééminence, controverse qui dure jusqu’à la fin du XVIe siècle. Les papes interviennent à plusieurs reprises pour réaffirmer qu'Oria n'est pas un diocèse autonome rattaché à celui de Brindisi, mais un territoire directement dépendant des archevêques de Brindisi. De leur côté, les archevêques hésitent à revenir à Brindisi et les papes doivent leur rappeler à plusieurs reprises l'ordre d'Urbain II de 1089. À partir du XIIIe siècle, il semble que la question, du moins momentanément, se résolve avec le double titre des archevêques, déjà en usage dans les siècles précédents.
La question reprend avec la nomination de l'archevêque Francesco Aleandro en 1541, lequel est empêché par le clergé et l'université d'Oria d'entrer et de visiter la ville. L'archevêque fait appel au Saint-Siège et le pape Paul III, par une bulle émise le 20 mai 1545, réitère les anciennes dispositions de ses prédécesseurs. Le différend continue avec les successeurs d’Aleandro, en particulier avec Giovanni Carlo Bovio (1564-1570) qui soutient les demandes d’Oria ; Au cours des dernières années de son épiscopat, il vit dans cette ville où il construit un somptueux palais épiscopal. Le différend est définitivement résolu le 10 mai 1591, lorsque le pape Grégoire XIV décide de séparer les deux sièges et de créer le diocèse d'Oria qui devient en même temps suffragant de l'archidiocèse de Tarente. Au cours de cette période naît à Brindisi Laurent de Brindes (1559-1619) religieux capucin, canonisé par le pape Léon XIII en 1881 et déclaré docteur de l'Église par le pape Jean XXIII en 1959, ce saint se distingue non seulement par ses capacités doctrinales mais également par sa profonde spiritualité eucharistique et mariale souvent accompagnée de révélations mystiques.
À partir de la seconde moitié du XVIe siècle, les archevêques se chargent d'appliquer les décisions du concile de Trente. Giovanni Carlo Bovio annonce une première visite pastorale du diocèse ; son successeur Bernardino Figueroa (1571-1586) se préoccupe de réglementer la vie des clercs et des religieux ; Juan Pedrosa (1598-1604) organise en 1601 un premier synode diocésain ; Giovanni Falces célèbre neuf synodes au cours de ses trente ans d’épiscopat (1605-1636) dont le premier en 1608 après une visite pastorale dans l’archidiocèse ; le même archevêque est responsable de la fondation de Mont-de-piété et du séminaire en 1608. En 1720, Pablo Vilana Perlas fait construire un nouveau séminaire, achevé par Antonio Sersale en 1744.
Par la bulle De utiliori du 27 juin 1818, le pape Pie VII supprime le diocèse d'Ostuni unissant ainsi le territoire à celui de Brindisi, qui perd ainsi son seul suffragant. Cependant, le diocèse d'Ostuni est rétabli le 14 mai 1821 et accordé en administration perpétuelle aux archevêques de Brindisi.

### Diocèse d'Ostuni
La tradition locale, reprise par les historiens Cappelletti et Gams, donne Melunio comme évêque d'Ostuni, mentionné dans une lettre de Grégoire Ier de 596, mais comme le démontre l'historien Lanzoni (it), aucun évêque de ce nom ne se trouve dans l'épistolaire grégorien l'année indiquée, alors qu'en 601 est inscrit un Melantio Rotumo, évêque de Rouen.
Ostuni apparaît pour la première fois dans des documents ecclésiastiques à la fin du Xe siècle. Dans un décret de 996, Grégoire de Brindisi s'identifie comme episcopus Ecclesie Brundisine et Monopolitane seu Stunense civitatis, c'est-à-dire évêque de Brindisi et Monopoli. Les villes de Monopoli et d'Ostuni, villes nouvelles de l'époque, sont répertoriés parmi les possessions des évêques de Brindisi qui ont leur siège à Oria depuis le VIIIe siècle. Le diocèse est documenté vers le milieu du XIe siècle, l'évêque Deodatus est consigné sur une carte de l'archevêque Eustase de Brindisi vers 1059 ; c'est peut-être le même évêque Datto qui prend part à la consécration de la basilique abbatiale du Mont Cassin en 1071. Le diocèse est attesté comme suffragant de l'archidiocèse de Brindisi.
Parmi les évêques d'Ostuni, on peut citer Bartolomeo Mezzavacca (1374-1378) transféré dans le diocèse de Rieti puis créé cardinal ; Nicola de Arpono (1437-1470) promeut la construction de la cathédrale ; Giovanni Carlo Bovio (1557-1564) effectue une visite pastorale dans son diocèse pendant deux ans puis participe au concile de Trente ; Giulio Cesare Carafa (1578-1603) crée un synode diocésain en 1588 pour la mise en œuvre des réformes tridentines ; Benedetto Milazzi (1679-1706) érige le séminaire et crée une pinacothèque dans le palais épiscopal (1698).
À la fin du XVIIIe siècle, Ostuni souffre de tensions entre le Saint-Siège et le royaume de Naples qui se termine par un accord en 1791 par lequel l'évêque d'Ostuni devient une nomination royale. Mais le siège d'Ostuni reste vacant dès 1794 et le 27 juin 1818, il est supprimé par la bulle pontificale De utiliori du pape Pie VII, et son territoire est uni à celui de l'archidiocèse de Brindisi. Le 14 mai 1821, il est cependant restauré par le même pape par la bulle Si qua prae et accordé en administration perpétuelle aux archevêques de Brindisi.

### Archidiocèse de Brindisi-Ostuni
Le 20 octobre 1980, en vertu de la bulle Conferentia Episcopalis Apuliae du pape Jean-Paul II, l'archidiocèse de Brindisi, tout en maintenant sa dignité d'archidiocèse, perd son rang de métropolitain et devient, avec le diocèse d'Ostuni, le suffragant de l'archidiocèse de Lecce.
Le 30 septembre 1986, avec le décret Instantibus votis de la congrégation pour les évêques, l'archidiocèse de Brindisi et le diocèse d'Ostuni sont pleinement unis et la nouvelle circonscription ecclésiastique prend son nom actuel. L'archidiocèse accueille la visite pastorale du pape Benoît XVI les 14 et 15 juin 2008.

## Sources
- (en) Catholic-Hierarchy

- (it) Cet article est partiellement ou en totalité issu de l’article de Wikipédia en italien intitulé « Arcidiocesi di Brindisi-Ostuni » (voir la liste des auteurs).

### Articles liés
- Liste des diocèses et archidiocèses d'Italie
- Église catholique en Italie